# Chŭngsan-gun
Chŭngsan-gun (koreanska: 증산군) är en kommun i Nordkorea.   Den ligger i provinsen Södra P'yŏngan, i den sydvästra delen av landet, 30 km väster om huvudstaden Pyongyang.